# Кляйн-Треббов
Кляйн-Треббов (нім. Klein Trebbow) — громада в Німеччині, розташована в землі Мекленбург-Передня Померанія. Входить до складу району Північно-Західний Мекленбург. Складова частина об'єднання громад Лютцов-Любсторф.
Площа — 25,34 км2. Населення становить 1111 ос. (станом на 31 грудня 2020).

## Галерея

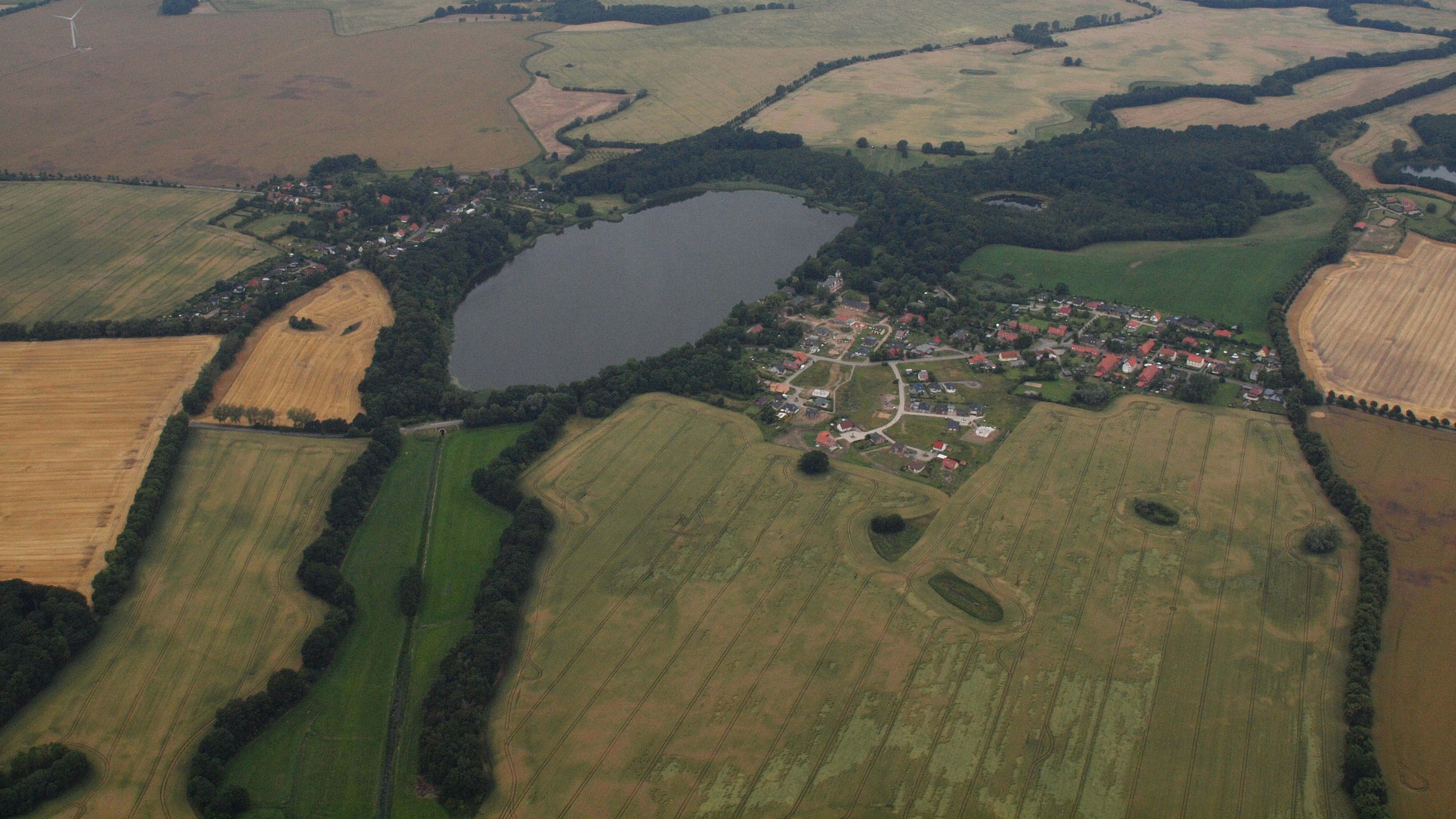
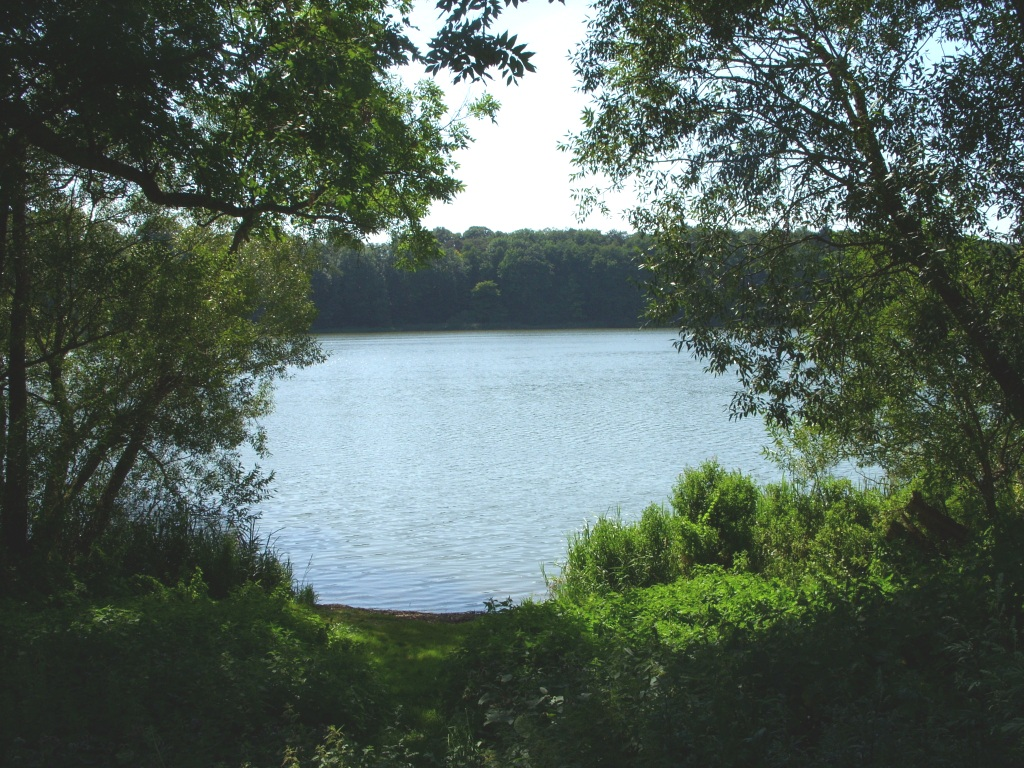
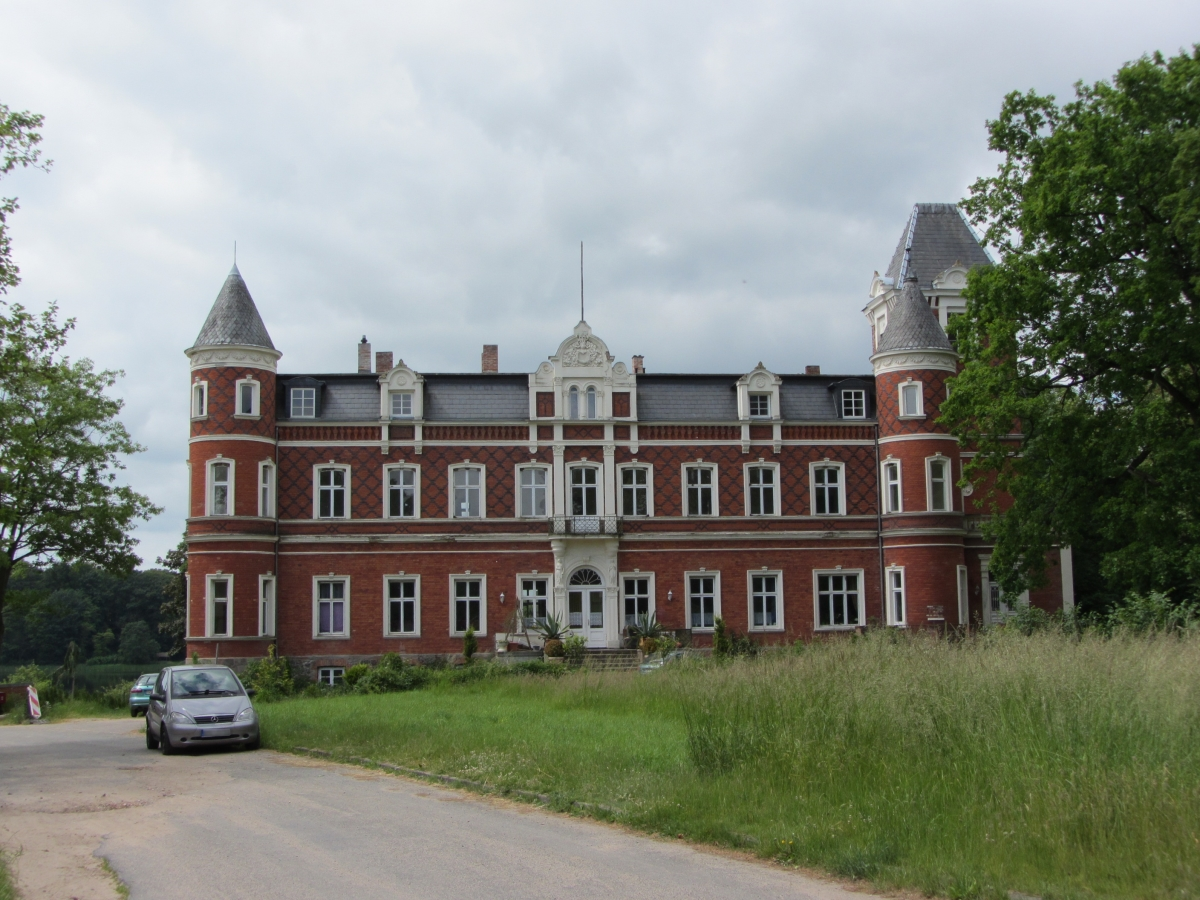
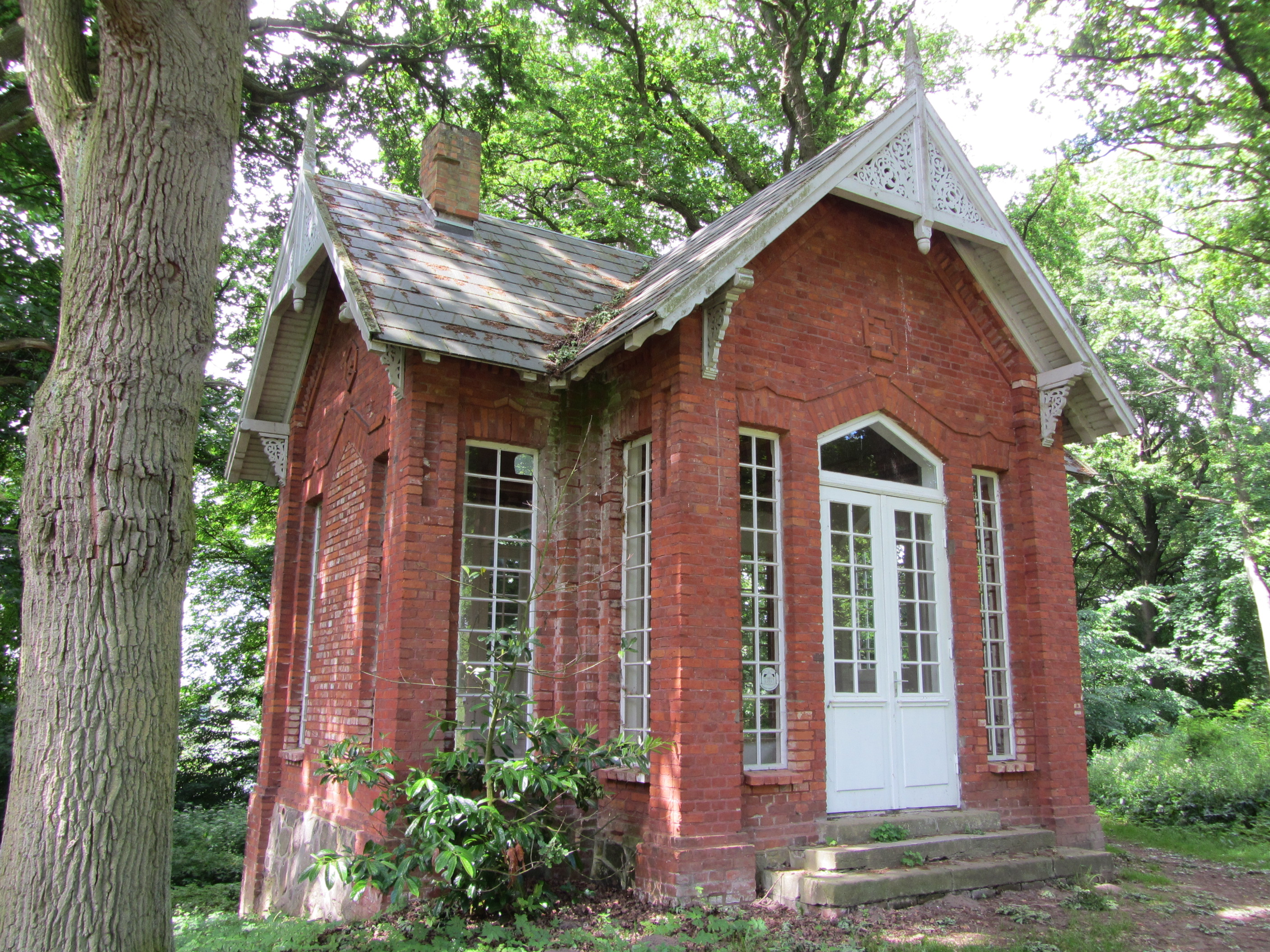
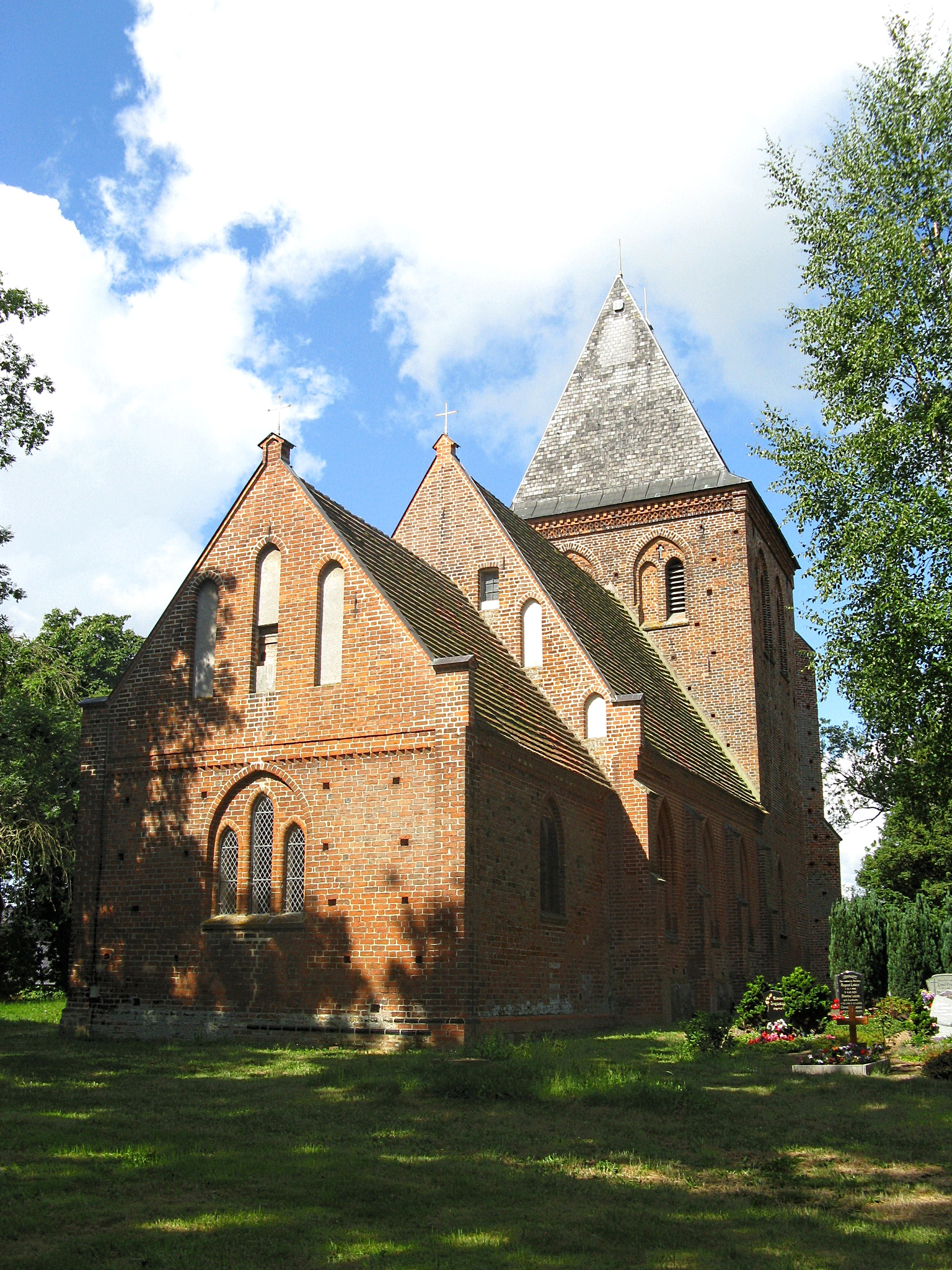
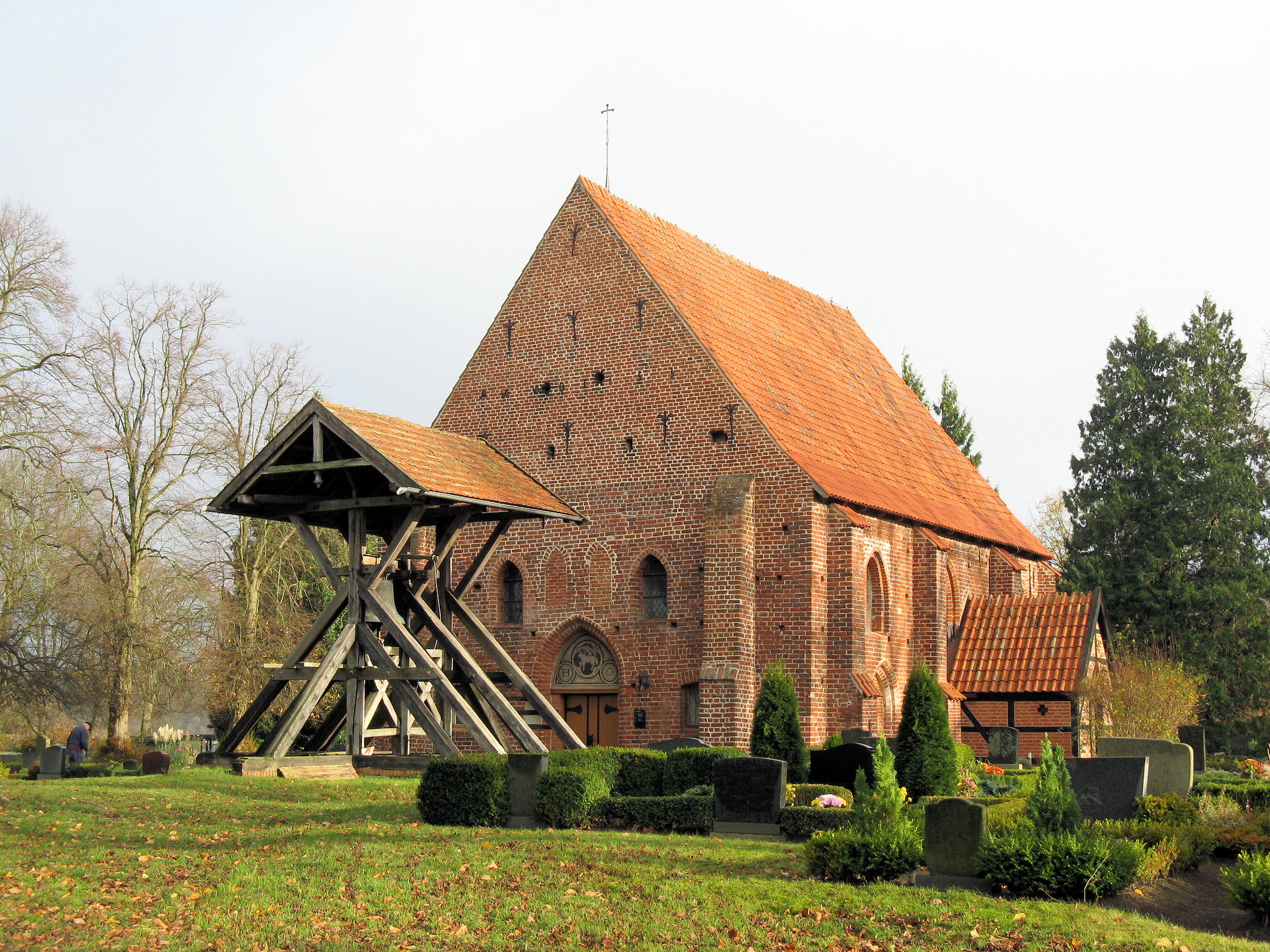